# Gama hamifera
Gama hamifera är en skalbaggsart som beskrevs av Moser 1921. Gama hamifera ingår i släktet Gama och familjen Melolonthidae. Inga underarter finns listade i Catalogue of Life.